# Snape (North Yorkshire)
Snape – wieś w Anglii, w hrabstwie North Yorkshire, w dystrykcie (unitary authority) North Yorkshire. Leży 47 km na północny zachód od miasta York i 321 km na północ od Londynu.